# Bílé inferno
Bílé inferno je dvojCD zpěvačky a houslistky Ivy Bittové a zpěváka a kytaristy Vladimíra Václavka. Celkově zde najdeme třináct písní. Všechna hudba je od autorského dua, pět textů je od básníka Bohuslava Reynka, ostatní jsou například od obou autorů, Jana Skácela a dalších. Album bylo vydáno v papírovém digipacku, uvnitř najdeme i knížečku se všemi texty a mnoha černobílými fotografiemi z natáčení. Na obalu je kresba od malého syna Ivy Bittové.
V roce 2014 album vyšlo na 2LP u příležitosti 25. výročí vydavatelství Indies.
Album zvítězilo v anketě a nejlepší album prvních třiceti let vydavatelství Indies.

## Seznam písní

### 1. CD
1. Vzpomínka (text Bohuslav Reynek) – 7:38
2. Uspávanka (Jan Skácel) – 6:06
3. Sirka v louži (Bohuslav Reynek) – 3:44
4. Sto let (So Päk-džu, překlad Oldřich Vyhlídal) – 4:17
5. Kdoule (Bohuslav Reynek) – 6:01
6. Zelený víneček (lidová) – 4:38
7. Moucha (Bohuslav Reynek) – 9:04

### 2. CD
1. Moře (Zuzana Renčová) – 7:01
2. Starý mlýn (Bohuslav Reynek) – 3:36
3. Je tma (Vladimír Václavek) – 2:13
4. Churý churůj (Iva Bittová) – 9:44
5. Zvon (Vladimír Václavek) – 9:43
6. Huljet (Mordechaj Gebirtig) – 3:18

## Složení
- Iva Bittová – housle, kalimba, perkuse, viola, zpěv, vodofon, africká lyra
- Vladimír Václavek – kytara, buben, sas, zpěv, perkuse, mandolína

### Hosté
- Ida Kelarová – klavír, zpěv
- dívčí sbor Lelky – zpěv (Pavlína Alexová, Alžběta Koudelková, Tereza Kerndlová, Bára Vetešníková, Vendula Halouzková)
- Tom Cora – violoncello, kalhoty
- František Kučera – křídlovka, trubka, mušle, ghatam
- Jaromír Honzák – kontrabas